# Greg Adams (Eishockeyspieler, 1960)
Gregory Charles „Greg“ Adams (* 31. Mai 1960 in Duncan, British Columbia) ist ein ehemaliger kanadischer Eishockeyspieler und -trainer, der im Verlauf seiner aktiven Karriere zwischen 1977 und 1990 unter anderem 588 Spiele für die Philadelphia Flyers, Hartford Whalers, Washington Capitals, Edmonton Oilers, Vancouver Canucks, Nordiques de Québec und Detroit Red Wings in der National Hockey League auf der Position des linken Flügelstürmers bestritten hat.

## Karriere
Adams spielte während seiner Juniorenzeit zwischen 1977 und 1980 für die Nanaimo Clippers in der British Columbia Junior Hockey League und die Victoria Cougars in der Western Hockey League. In der Saison 1979/80 wurde er dort ins First All-Star Team der Liga gewählt.
Bereits im September 1979 hatten sich die Philadelphia Flyers aus der National Hockey League die Dienste des ungedrafteten Free Agents gesichert und holten ihn schließlich im Sommer 1980 in den Profibereich. Auf Dauer konnte sich der Flügelstürmer aber nicht im NHL-Kader durchsetzen und kam im Verlauf der beiden Spielzeiten zwischen 1980 und 1982 größtenteils für das Farmteam, die Maine Mariners in der American Hockey League, zum Einsatz. Im August 1982 gaben die Flyers ihn mit Ken Linseman sowie einem Erst- und Drittrunden-Wahlrecht im NHL Entry Draft 1983 an die Hartford Whalers ab. Im Gegenzug erhielt Philadelphia Mark Howe und Hartfords Drittrunden-Wahlrecht im Draft von 1983. In Hartford blieb Adams nur eine Saison und wurde im Tausch für Torrie Robertson an die Washington Capitals abgegeben.
In Washington wurde der Angreifer in den folgenden fünf Jahren sesshaft. In der Spielzeit 1985/86 steigerte er sich auf 56 Scorerpunkte, nachdem sein bisheriger Bestwert bei 23 Punkten gelegen hatte. Als seine Punkteproduktion in den folgenden beiden Jahren ebenso drastisch abnahm, schoben die Capitals den Stürmer zu den Edmonton Oilers ab. Dort konnte sich Adams ebenso wenig durchsetzen, wie bei den folgenden Stationen Vancouver Canucks und Nordiques de Québec, zu denen er über den NHL Waiver Draft im Oktober 1989 gelangt war. Bereits im Dezember fand sich Adams nach einem erneuten Transfer im Trikot der Detroit Red Wings wieder. Nach der Saison 1989/90 beendete er seine Karriere.
In der Saison 2000/01 arbeitete er für eine Spielzeit als Cheftrainer der Juniorenmannschaft der Cowichan Valley Capitals in der British Columbia Hockey League.

## Erfolge und Auszeichnungen
- 1980 WHL First All-Star Team

## Karrierestatistik
(Legende zur Spielerstatistik: Sp oder GP = absolvierte Spiele; T oder G = erzielte Tore; V oder A = erzielte Assists; Pkt oder Pts = erzielte Scorerpunkte; SM oder PIM = erhaltene Strafminuten; +/− = Plus/Minus-Bilanz; PP = erzielte Überzahltore; SH = erzielte Unterzahltore; GW = erzielte Siegtore; 1 Play-downs/Relegation; Kursiv: Statistik nicht vollständig)